# Ордвей (Колорадо)
Ордвей (англ. Ordway) — місто (англ. town) в США, в окрузі Кроулі штату Колорадо. Населення — 1066 осіб (2020).

## Географія
Ордвей розташований за координатами 38°13′15″ пн. ш. 103°45′24″ зх. д. / 38.22083° пн. ш. 103.75667° зх. д. (38.220898, -103.756679).  За даними Бюро перепису населення США в 2010 році місто мало площу 2,00 км², уся площа — суходіл.

## Демографія
Згідно з переписом 2010 року, у місті мешкало 1080 осіб у 447 домогосподарствах у складі 264 родин. Густота населення становила 541 особа/км².  Було 540 помешкань (270/км²).
Расовий склад населення:
| - 84,3 % — білих - 2,6 % — корінних американців - 0,8 % — азіатів - 0,3 % — чорних або афроамериканців - 9,1 % — осіб інших рас |

До двох чи більше рас належало 3,0 %. Частка іспаномовних становила 32,6 % від усіх жителів.
За віковим діапазоном населення розподілялося таким чином: 26,8 % — особи молодші 18 років, 55,3 % — особи у віці 18—64 років, 17,9 % — особи у віці 65 років та старші. Медіана віку мешканця становила 41,7 року. На 100 осіб жіночої статі у місті припадало 89,1 чоловіків;  на 100 жінок у віці від 18 років та старших — 80,6 чоловіків також старших 18 років.
Середній дохід на одне домашнє господарство  становив 35 560 доларів США (медіана — 27 589), а середній дохід на одну сім'ю — 42 281 долар (медіана — 33 750). Медіана доходів становила 36 000 доларів для чоловіків та 28 750 доларів для жінок. За межею бідності перебувало 36,1 % осіб, у тому числі 42,6 % дітей у віці до 18 років та 27,9 % осіб у віці 65 років та старших.
Цивільне працевлаштоване населення становило 368 осіб. Основні галузі зайнятості: освіта, охорона здоров'я та соціальна допомога — 35,3 %, роздрібна торгівля — 27,4 %, публічна адміністрація — 12,2 %, мистецтво, розваги та відпочинок — 7,3 %.